# 普宁暗沙
普宁暗沙位于南沙群岛东南部，安渡滩以东，保卫暗沙以西，北距榆亚暗沙约29海里，水深约16米。1983年中国地名委员会公布的标准名称为“普宁暗沙”。